# Xenoschesis nigricoxa
Xenoschesis nigricoxa là một loài tò vò trong họ Ichneumonidae.